# Waterhouse FC
Waterhouse FC ist ein im Jahr 1968 gegründeter Fußballverein aus der jamaikanischen Hauptstadt Kingston. Der Verein, der derzeit in der National Premier League antritt, der höchsten Spielklasse der Jamaica Football Federation, dem nationalen Fußballverband Jamaikas, konnte in seiner Historie bereits zweimal die jamaikanische Meisterschaft gewinnen und wurde darüber hinaus noch fünfmal Vizemeister.

## Erfolge
- National Premier League

Meister: 1997/98, 2005/06